# Phyllanthus heterotrichus
Phyllanthus heterotrichus là một loài thực vật có hoa trong họ Diệp hạ châu. Loài này được Lundell miêu tả khoa học đầu tiên năm 1942.